# زاك داي
زاك داي (بالإنجليزية: Zach Day)‏ هو لاعب كرة قاعدة أمريكي، ولد في 15 يونيو 1978 في سينسيناتي في الولايات المتحدة.

## وصلات خارجية
- زاك داي على موقعبيزبول رفرنس.كوم (الدوري الرئيسي) (الإنجليزية)